# 高山廣子
高山 廣子（たかやま ひろこ、1919年3月25日 - 没年不詳）は、日本の女優である。
新漢字表記高山 広子、旧芸名仲上 八洲子（なかがみ やすこ）、君千代（きみちよ）、藤原 八洲子（ふじわら やすこ）、のちに高山 裕子とも名乗った。出生名仲上 ヤスエ（なかがみ やすえ）、結婚後本名上田 ヤスエ（うえだ やすえ）。『阿波狸合戦』、『歌ふ狸御殿』等の主演女優として知られる。

## 人物・来歴
1919年（大正8年）3月25日、福岡県嘉穂郡飯塚町（現在の同県飯塚市）に生まれる。
1927年（昭和2年）、子役として、妹の仲上萩江とともに「仲上 八洲子」の名で、京都の阪東妻三郎プロダクションに入社、映画界にデビューした。一時期、キャバレーの舞踏団に入団して、「君千代」の名で舞踏の舞台に立ったこともあるという。1930年（昭和5年）には、帝国キネマ演芸に移籍している。満12歳になった1931年（昭和6年）8月28日、帝国キネマ演芸が新興キネマに改組されると、同社に継続入社した。同社では「高山 廣子」と改名した。満20歳になった1939年（昭和14年）には、同年4月13日に公開された『阿波狸合戦』（監督寿々喜多呂九平）、同年10月12日に公開された『狸御殿』（監督木村恵吾）に出演し、タヌキのお姫様（お黒）というあたり役を掴んでいく。
1942年（昭和17年）1月10日、戦時統制により、同社が日活の製作部門等と合併して大映が設立されると、高山は継続入社して、大映京都撮影所に所属した。同年5月14日に公開された、大映スター総出演による大作『維新の曲』（監督牛原虚彦）では、桂小五郎（のちの木戸孝允）を演じる市川右太衛門の相手役、幾松（のちの木戸松子）を演じ、同年11月5日に公開された『歌ふ狸御殿』（監督木村恵吾）でふたたび「お黒」を演じている。
1943年（昭和18年）、上田躬荘（ - 1977年）と結婚、翌1944年（昭和19年）、敗血症により左足首の切断を余儀なくされたという。この件について、大佛次郎は同年11月10日付の日記に「産後の故障にて足が腐り片方を切断するに至る」と、周囲から伝聞した話として記している。澤田隆治は、戦後、花菱アチャコと高山が共演する映画のために、京都の祇園にある高山の家に会いに行ったときのことを回想し、「病気か事故か、両脚を切断した」と記述している。
第二次世界大戦終結後も、引き続き大映、あるいは東横映画に出演していたが、満32歳を迎える1953年（昭和28年）に松竹京都撮影所に入社、これを機に「高山 裕子」と改名して、脇役に徹した。1965年（昭和40年）1月15日に公開された『いも侍・抜打ち御免』（監督松野宏軌）に出演したのを最後に、満45歳で引退した。その15年後、満60歳となった1980年（昭和54年）12月31日に発行された『日本映画俳優全集・女優編』（キネマ旬報社）の高山の項には、存命人物として京都府京都市右京区太秦多藪町の連絡先が示されているが、すでに引退しており、以降の消息は不明である。没年不詳。

## フィルモグラフィ
すべてクレジットは「出演」である。公開日の右側には役名、および東京国立近代美術館フィルムセンター（NFC）、マツダ映画社所蔵等の上映用プリントの現存状況についても記す。同センター等に所蔵されていないものは、とくに1940年代以前の作品についてはほぼ現存しないフィルムである。資料によってタイトルの異なるものは併記した。

### 初期
下記の通りであり、特筆以外すべてサイレント映画、特筆以外すべて「仲上八洲子」名義である。
- 『怪談げらげら草紙』 : 監督山口哲平、製作阪東妻三郎プロダクション太秦撮影所、配給一立商店, 1927年製作・公開 - 娘およし（実は源九郎の娘）
- 『春遠からず』 : 監督曾根純三、製作帝国キネマ演芸太秦撮影所、配給帝国キネマ演芸, 1931年1月5日公開[1] - 妹みち子、「藤原八洲子」名義
- 『阿波の十郎兵衛』 : 監督寿々喜多呂九平、製作・配給新興キネマ, 1931年11月10日公開 - その娘お鶴、「藤原八洲子」名義
- 『ホロリ涙の一ト雫』 : 監督三上良二、製作木下トーキープロダクション、配給ユノキ映画社、トーキー, 1933年9月8日公開 - 踊り子（主演）[1]

### 新興キネマ京都撮影所
特筆以外すべて製作は「新興キネマ京都撮影所」、配給は「新興キネマ」、特筆以外すべてトーキー、すべて「高山廣子」名義である。
- 『虚無僧系図 前篇』 : 監督渡辺新太郎、サウンド版, 1936年8月13日公開 - 腰元音羽・お寿々（二役、大谷日出夫の相手役として主演）
- 『虚無僧系図 後篇』 : 監督渡辺新太郎、サウンド版, 1936年8月27日公開 - 腰元音羽・お寿々（二役、大谷日出夫の相手役として主演）
- 『振袖顔役』 : 監督堀田正彦、サウンド版, 1936年10月9日公開 - 仁右衛門の娘おゆう（主演）
- 『浪人大将』 : 監督渡辺新太郎、サウンド版, 1936年11月7日公開 - お露
- 『哀艶人情双六』 : 監督土肥正幹、サウンド版, 1936年11月26日公開 - 遊女お松（尾上栄五郎の相手役として主演）
- 『児雷也 前篇 妖雲之巻』 : 監督山内英三、サウンド版, 1936年12月31日公開 - 源太郎の妹早苗（大谷日出夫の相手役として主演）、前後篇合計80分尺で現存（NFC所蔵[6]）
- 『児雷也 後篇 変幻之巻』 : 監督山内英三、サウンド版, 1937年1月5日公開 - 源太郎の妹早苗（大谷日出夫の相手役として主演）、同上[6]
- 『縁結びの三五郎』 : 監督竹久新, 1937年1月22日公開 - 三五郎の許婚お滝
- 『佐賀怪猫伝』 : 監督木藤茂, 1937年2月3日公開 - 半左衛門の妻お花
- 『岩見重太郎』 : 監督押本七之輔, 1937年4月1日公開 - 平左衛門の娘千秋（大谷日出夫の相手役として主演）
- 『寺小屋』 : 監督木藤茂, 1937年5月5日公開 - 梅王の妻春
- 『本朝七不思議』 : 監督寿々喜多呂九平, 1937年5月13日公開 - 狸乙女
- 『幻の白頭巾』 : 監督押本七之輔, 1937年5月20日公開 - 公儀女隠密お夏（大谷日出夫の相手役として主演）
- 『いろは仮名 四谷怪談』 : 監督木藤茂, 1937年6月17日公開 - お岩の妹お袖
- 『水戸黄門漫遊記 九紋龍之巻』 : 監督渡辺新太郎, 1937年6月24日公開 - 千太郎の妹お浪、女義太夫かなめ（二役、大友柳太郎の相手役として主演）
- 『鬼傑白頭巾』 : 監督木藤茂, 1937年8月5日公開 - おえん（大谷日出夫の相手役として主演）
- 『忍術霧隠才蔵』 : 監督押本七之輔, 1937年8月26日公開 - 徳川方の女間諜お和歌（大谷日出夫の相手役として主演）
- 『七度び狐』 : 監督木藤茂, 1937年9月23日公開 - 女賊ごりかんお隅
- 『猿飛旅日記』 : 監督堀田正彦, 1937年10月28日公開 - 秋江（市川男女之助の相手役として主演）
- 『有馬猫』 : 監督木藤茂, 1937年10月30日公開 - 同奥方千代姫
- 『子育て仁義』 : 監督西原孝, 1938年1月10日公開 - お袖（浅香新八郎の相手役として主演）
- 『女郎蜘蛛』 : 監督木藤茂, 1938年2月3日公開 - 芸妓文字若（市川男女之助の相手役として主演）
- 『怪談鴛鴦帳』 : 監督木藤茂, 1938年3月30日公開 - 侍女桔梗、78分尺で現存（NFC所蔵[6]）
- 『宝の山に入る退屈男』（『寶の山に入る退屈男』） : 監督西原孝, 1938年4月14日公開 - 主水之介美男小姓 霧島京弥（市川右太衛門の相手役として主演）、65分尺で現存（NFC所蔵[6]）
- 『怪猫五十三次』 : 監督押本七之輔, 1938年5月4日公開 - 本多家の中老錦木
- 『妖魔白滝姫』 : 監督木村恵吾, 1938年5月31日公開 - 九郎の許婚夕凪
- 『歌吉行燈』 : 監督仁科紀彦, 1938年6月8日公開 - 染之助
- 『叫ぶ野武士』 : 監督牛原虚彦, 1938年6月15日公開 - おえん
- 『地雷火組』 : 監督西原孝, 1938年9月8日公開 - 女賊天人お吉
- 『振袖若衆』 : 監督木藤茂, 1938年9月8日公開 - 高峰吟之亟（大友柳太郎の相手役として主演）、8分尺の断片が現存（NFC所蔵[6]）
- 『赤鞘嵐』 : 監督木村恵吾, 1938年10月6日公開 - 水芸師小万（大谷日出夫の相手役として主演）
- 『御存じ紫頭巾』 : 監督木藤茂, 1938年10月27日公開 - 小唄の師匠お紋（羅門光三郎の相手役として主演）、67分尺で現存（NFC所蔵[6]）
- 『怪猫謎の三味線』 : 監督牛原虚彦, 1938年11月3日公開 - 文字春の弟子お君、71分尺で現存（NFC所蔵[6]） / 73分尺で現存（マツダ映画社所蔵[11]）
- 『烈女競艶録』 : 監督仁科紀彦, 1938年11月17日公開 - 高円局
- 『五郎正宗』 : 監督木藤茂, 1938年12月15日公開 - その妻お秋（浅香新八郎の相手役として主演）
- 『富士川の血煙』 : 監督押本七之輔, 1939年1月7日公開 - おりん
- 『伊達大評定』 : 監督仁科紀彦, 1939年1月14日公開 - 八汐
- 『元禄女大名』 : 監督木村恵吾, 1939年2月1日公開 - 弥兵衛の娘八重（大友柳太郎の相手役として主演）、42分尺で現存（NFC所蔵[6]）
- 『次郎長裸道中』 : 監督押本七之輔, 1939年3月8日公開 - 芸者お蔦、67分尺で現存（NFC所蔵[6]）
- 『阿波狸合戦』 : 監督寿々喜多呂九平, 1939年4月13日公開 - 六右衛門の娘鹿の子姫
- 『佐渡おけさ』 : 監督木村恵吾, 1939年5月1日公開 - 伝右衛門の娘おけさ（大友柳太郎の相手役として主演）
- 『女性開眼』 : 監督沼波功雄、製作新興キネマ東京撮影所, 1939年6月1日公開 - 円城寺礼子（主演）
- 『国定忠治一家』 : 監督西原孝, 1939年7月6日公開 - その女房お品（浅香新八郎の相手役として主演）
- 『姫君大納言』 : 監督木村恵吾, 1939年9月14日公開 - 旗本山口家の娘浪路（大友柳太郎の相手役として主演）
- 『狸御殿』 : 監督木村恵吾, 1939年10月12日公開 - 狸御殿の主人きぬた姫・お黒（二役、主演）
- 『娘義太夫』 : 監督野淵昶, 1939年12月12日公開 - 娘義太夫豊竹小仙（主演）
- 『女百万石』 : 監督西原孝, 1939年12月30日公開 - 腰元松ケ枝
- 『旗岡巡査』 : 監督牛原虚彦, 1940年2月28日公開 - お松（市川右太衛門の相手役として主演）
- 『浮世絵日傘』 : 監督木村恵吾, 1940年3月7日公開 - 芸者おえん（主演）
- 『秋葉の火祭』 : 監督西原孝, 1940年6月13日公開 - その女房お蝶（市川右太衛門の相手役として主演）、64分尺で現存（NFC所蔵[6]）
- 『親子鳥』 : 監督森一生, 1940年6月23日公開 - 水茶屋の女お浜
- 『女馬子唄』 : 監督渡辺新太郎, 1940年8月14日公開 - 女馬子おとき（大友柳太郎の相手役として主演）
- 『国姓爺合戦』 : 監督木村恵吾, 1940年11月19日公開 - 彩花（市川右太衛門の相手役として主演）
- 『花嫁穏密』 : 監督仁科紀彦, 1941年1月4日公開 - 相模守の娘お綾（大友柳太郎の相手役として主演）
- 『罪なき町』 : 監督森一生, 1941年1月30日公開 - 太兵衛の娘お民
- 『明け行く土』 : 監督寺門静吉, 1941年3月9日公開 - その女房おのぶ（羅門光三郎の相手役として主演）
- 『雲雀は空に』 : 監督牛原虚彦, 1941年4月29日公開 - 柳橋の芸者お金（市川右太衛門の相手役として主演）
- 『花嫁剣法』 : 監督神脇満（寿々喜多呂九平）, 1941年9月18日公開 - 笹枝（大友柳太郎の相手役として主演）
- 『直参風流男』 : 監督押本七之輔, 1941年12月30日公開 - その娘琴枝、36分尺で現存（NFC所蔵[6]）
- 『不知火乙女』 : 監督仁科紀彦, 1942年2月15日公開 - 白縫（大友柳太郎の相手役として主演）

### 大映京都撮影所

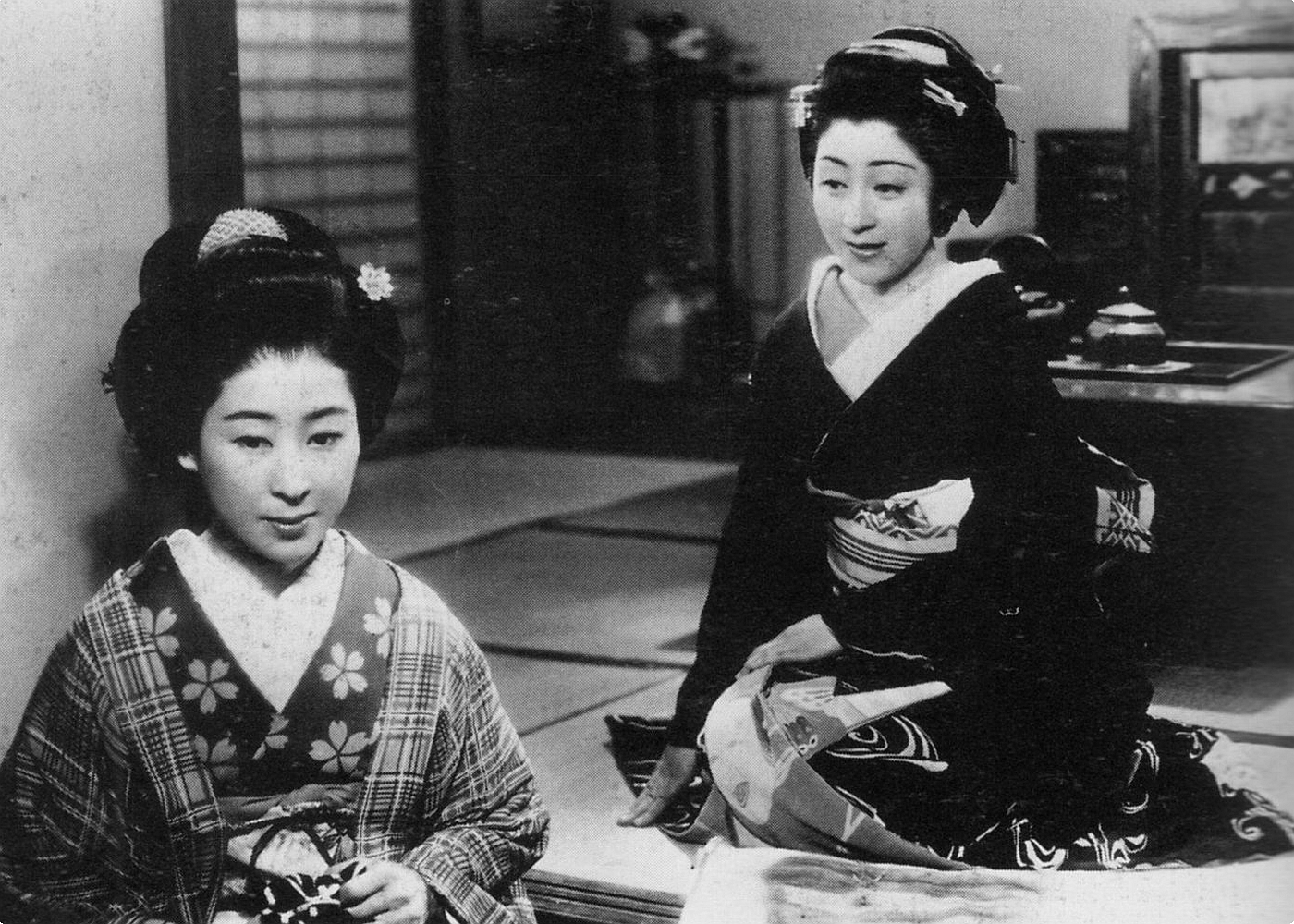
『維新の曲』（1942年）出演時、満23歳。

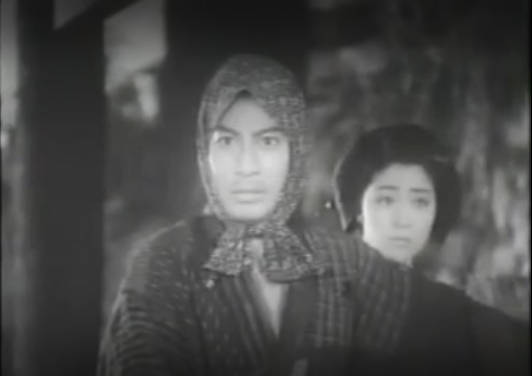
『維新の曲』で幾松（木戸松子）を演じる。左は市川右太衛門（桂小五郎）。

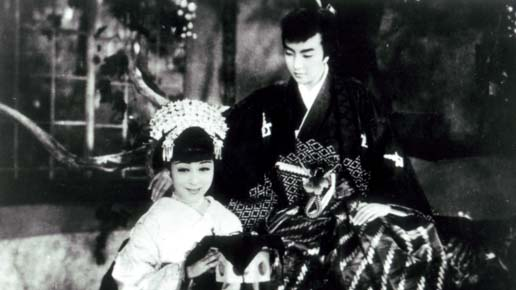
『歌ふ狸御殿』（1942年）出演時、満23歳。右は宮城千賀子。

特筆以外すべて製作は「大映京都撮影所」、特筆以外すべて配給は「映画配給社」、以降すべてトーキー、すべて「高山廣子」名義である。
- 『維新の曲』 : 監督牛原虚彦, 1942年5月14日公開 - 幾松, 113分尺で現存（NFC所蔵[12]）
- 『伊賀の水月』 : 監督池田富保, 1942年8月13日公開 - 妻お谷（阪東妻三郎の相手役として主演）、83分尺で現存（日本名作劇場DVD）
- 『江戸の朝霧』 : 監督仁科紀彦、製作大映京都第二撮影所, 1942年9月24日公開 - 市川右太衛門の相手役として主演、84分尺で現存（NFC所蔵[6]）
- 『歌ふ狸御殿』 : 監督木村恵吾、製作大映京都第二撮影所, 1942年11月5日公開 - お黒（主演）、31分尺で現存（NFC所蔵[6]）
- 『御存じ右門 護る影』 : 監督西原孝, 1943年2月25日公開 - 嵐寛寿郎の相手役として主演、62分尺で現存（NFC所蔵[6]）

- 『飛ぶ唄』 : 監督菅英雄、配給大映, 1946年6月20日公開 - 芸者小芳（嵐寛寿郎の相手役として主演）、現存（徳間ジャパンVHS）
- 『田之助紅』 : 監督野淵昶、配給大映, 1947年6月10日公開
- 『好色五人女』 : 監督野淵昶、配給大映, 1948年5月10日公開 - おさが
- 『千石纒』 : 監督マキノ雅弘、製作東横映画、配給東京映画配給, 1950年12月31日公開 - 女房おゆう、83分尺で現存（NFC所蔵[6]）
- 『神變美女峠 完結篇 又四郎笠』（『神変美女峠 解決篇 又四郎笠』） : 監督萩原章、製作新東宝・宝プロダクション、配給新東宝, 1951年6月1日公開 - 役名不明、80分尺で現存（NFC所蔵[6]）
- 『飛びっちょ判官』 : 監督渡辺邦男、製作東映京都撮影所、配給東映, 1952年11月27日公開

### 松竹京都撮影所
特筆以外すべて製作は「松竹京都撮影所」、特筆以外すべて配給は「松竹」、すべて「高山裕子」名義である。
- 『江戸いろは祭り』 : 監督内出好吉, 1953年1月22日公開 - 多仲の妻・おいそ
- 『あばれ獅子』 : 監督大曾根辰夫, 1953年8月12日公開 - 岡野の奥様

- 『南国太平記 前篇』 : 監督渡辺邦男、製作東映京都撮影所、配給東映, 1954年1月15日公開 - 老女梅野
- 『続南国太平記 薩南の嵐』 : 監督渡辺邦男、製作東映京都撮影所、配給東映, 1954年2月3日公開 - 老女梅野
- 『若旦那武勇伝』 : 監督芦原正, 1954年5月5日公開 - 夫人
- 『鳴門秘帖 前篇』 : 監督渡辺邦男、製作東映京都撮影所、配給東映, 1954年5月10日公開 - 川長のお内儀
- 『此村大吉』 : 監督マキノ雅弘、製作大映京都撮影所、配給大映, 1954年9月1日公開 - 中臈、94分尺で現存（NFC所蔵[6]）
- 『お坊主天狗 前篇』 : 監督渡辺邦男、製作東映京都撮影所、配給東映, 1954年9月21日公開 - 阪東染八
- 『お坊主天狗 後篇』 : 監督渡辺邦男、製作東映京都撮影所、配給東映, 1954年10月12日公開 - 阪東染八
- 『変化大名 前・後篇』 : 監督佐々木康、製作東映京都撮影所、配給東映, 1954年11月1日公開 - お楽の方

- 『獄門帳』 : 監督大曾根辰夫, 1955年6月21日公開 - おなか, 131分尺で現存（NFC所蔵[6]）

- 『のんき侍大暴れ』 : 監督倉橋良介, 1956年7月13日公開 - おりく
- 『アチャコの子宝仁義』 : 監督萩山輝男, 1956年8月28日公開 - きぬ
- 『文七元結より 泣き笑い五十両』 : 監督倉橋良介, 1956年9月12日公開 - お駒
- 『紀州の暴れん坊』 : 監督酒井辰雄, 1956年10月24日公開 - その夫人
- 『酔いどれ牡丹 前篇・地獄の使者 後篇・深夜の美女』 : 監督荒井良平、製作京都映画, 1956年12月12日公開 - お梶の方

- 『歌う弥次喜多 黄金道中』 : 監督大曾根辰夫, 1957年1月3日公開 - 明斎の宿女将
- 『続二等兵物語 決戦体制の巻』 : 監督福田晴一、製作松竹大船撮影所, 1957年3月26日公開 - 常盤寮のおかみ
- 『伴淳・森繁の糞尿譚』 : 監督野村芳太郎, 1957年5月21日公開 - 彦太郎の母, 101分尺で現存（NFC所蔵[6]）
- 『怪談色ざんげ 狂恋女師匠』 : 監督倉橋良介, 1957年7月30日公開 - お時
- 『伝七捕物帖 銀蛇呪文』 : 監督福田晴一, 1957年9月22日公開 - 乳母お菊
- 『喰いだおれ一代』 : 監督礒田一雄, 1957年12月28日公開 - 吉二郎の妻

- 『勇み肌千両男』 : 監督倉橋良介, 1958年2月26日公開 - おもん
- 『二等兵物語 死んだら神様の巻』 : 監督福田晴一, 1958年4月20日公開 - 良子
- 『夜の波紋』 : 監督内川清一郎, 1958年5月18日公開 - 竜
- 『女ざむらい只今参上』 : 監督渡辺邦男, 1958年6月29日公開 - 中山家老女
- 『大岡政談 謎の逢びき』 : 監督福田晴一, 1958年7月13日公開 - 乳母おまき
- 『昨日は昨日今日は今日』 : 監督福田晴一, 1958年8月17日公開 - 角鶴の女房
- 『水戸黄門漫遊記』 : 監督福田晴一, 1958年11月11日公開 - 楓の方
- 『七人若衆大いに売り出す』 : 監督倉橋良介, 1958年12月21日公開 - 織部の母お篠

- 『朝やけ雲の決闘』 : 監督萩原遼, 1959年1月22日公開 - 八重
- 『伝七捕物帖 女肌地獄』 : 監督酒井欣也, 1959年2月10日公開 - 長屋の老婆
- 『風のうちそと』 : 監督岩間鶴夫, 1959年3月24日公開 - 牧秀子
- 『伴淳の三等校長』 : 監督永塩良輔, 1959年6月2日公開 - 木村かね
- 『危険なラブレター』 : 監督的井邦雄, 1959年5月26日公開 - お絹
- 『水戸黄門漫遊記 御用御用物語』 : 監督福田晴一, 1959年7月7日公開 - おかね
- 『伝七捕物帖 幽霊飛脚』 : 監督酒井欣也, 1959年8月2日公開 - 羽黒屋とき
- 『姫夜叉行状記』 : 監督倉橋良介, 1959年8月23日公開 - お芳
- 『剣風次男侍』 : 監督野村企鋒, 1959年10月30日公開 - おりく
- 『お夏捕物帖 月夜に消えた女』 : 監督萩原遼, 1959年11月13日公開 - お松
- 『かくれた人気者』 : 監督酒井欣也, 1959年12月15日公開 - 常務の妻
- 『晴れ姿勢揃い 剣侠五人男』 : 監督渡辺邦男, 1959年12月27日公開 - 芸者屋の女将

- 『番頭はんと丁稚どん』 : 監督酒井欣也, 1960年5月20日公開 - 寿屋旅館の女将
- 『おさい・権三 燃ゆる恋草』 : 監督渡辺邦男, 1960年5月27日公開 - 浅香家女中お峯
- 『女の坂』 : 監督吉村公三郎, 1960年6月17日公開 - 京大和のおかみ, 107分尺で現存（NFC所蔵[6]）
- 『お夏捕物帖 通り魔』 : 監督萩原遼, 1960年8月23日公開 - お杉
- 『中乗り新三 天竜鴉』 : 監督山田達雄, 1960年11月9日公開 - おくみ

- 『新・二等兵物語 めでたく凱旋の巻』 : 監督酒井欣也, 1961年1月15日公開 - 為子
- 『続こつまなんきん お香の巻』 : 監督酒井欣也, 1961年3月19日公開 - ミツ
- 『続々々番頭はんと丁稚どん チャンポン旅行』 : 監督的井邦雄, 1961年4月1日公開 - ばってん堂夫人
- 『大阪野郎』 : 監督大曾根辰夫, 1961年5月9日公開 - お杉
- 『秀才はんと鈍才どん』 : 監督的井邦雄, 1961年6月30日公開 - とし
- 『寛美の三等社員』 : 監督酒井欣也, 1961年9月9日公開 - 小林カネ

- 『海猫が飛んで』 : 監督酒井欣也, 1962年12月5日公開 - 羽柴ゆき
- 『月夜の渡り鳥』 : 監督市村泰一, 1963年12月24日公開 - おたみ
- 『いも侍・蟹右衛門』 : 監督松野宏軌, 1964年8月30日公開 - 百姓の女房
- 『いも侍・抜打ち御免』 : 監督松野宏軌, 1965年1月15日公開 - そばやのおかみ